# Asociativitate
În matematică, o operație binară se numește asociativă dacă într-o expresie care conține de două sau mai multe ori operatorul respectiv, ordinea operațiilor nu contează atâta vreme cât ordinea operanzilor nu se schimbă. De exemplu, adunarea numerelor reale este asociativă:
{\displaystyle (a+b)+c=a+(b+c).}
În schimb, scăderea numerelor reale nu este asociativă:
{\displaystyle (a-b)-c\neq a-(b-c).}

## Definiție
Fie o operație binară {\displaystyle *} definită pe mulțimea {\displaystyle A}. Operația se numește asociativă dacă îndeplinește condiția:
{\displaystyle (x*y)*z=x*(y*z)\qquad \forall x,y,z\in A.}
În cazul operațiilor pentru care a fost demonstrată asociativitatea, parantezele care arată ordinea operațiilor nu mai sunt necesare și de obicei se scrie
{\displaystyle x*y*z.}

## Exemple

### Operații asociative
Adunarea și înmulțirea numerelor reale sunt asociative:
{\displaystyle \left.{\begin{matrix}(x+y)+z=x+(y+z)=x+y+z\quad \\(x\,y)z=x(y\,z)=x\,y\,z\qquad \qquad \qquad \quad \ \ \,\end{matrix}}\right\}\forall x,y,z\in \mathbb {R} .}
Aceleași proprietăți le au adunarea și înmulțirea numerelor complexe.
Atât adunarea matricelor cât și înmulțirea matricelor sunt asociative. Însă înmulțirea matricelor nu este comutativă, deci deși ordinea operațiilor se poate schimba, ordinea operanzilor trebuie păstrată.
Similar sunt asociative operațiile: intersecția și uniunea mulțimilor, calcularea celui mai mare divizor comun și a celui mai mic multiplu comun, compunerea funcțiilor și altele.

### Operații neasociative
Scăderea, împărțirea și ridicarea la putere sunt operații neasociative:
{\displaystyle (5-3)-2\neq 5-(3-2)}
{\displaystyle (4/2)/2\neq 4/(2/2)}
{\displaystyle 2^{(1^{2})}\neq (2^{1})^{2}}